# Rehme
Rehme – dzielnica miasta Bad Oeynhausen w Niemczech, w kraju związkowym Nadrenia Północna-Westfalia, w rejencji Detmold, w powiecie Minden-Lübbecke. Miejscowość leży przy ujściu Werre w Wezery. Po raz pierwszy wspominana jest w dokumentach w roku 753. Jako gmina 1 stycznia 1973 została przyłączona do Bad Oeynhausen i stała się jego dzielnicą.